# Azjatycki kryzys finansowy

Kraje najbardziej dotknięte kryzysem.

Azjatycki kryzys finansowy – kryzys finansowy, który rozpoczął się w czerwcu 1997. Katalizatorem była decyzja rządu Tajlandii o upłynnieniu kursu bahta, który był wcześniej powiązany z dolarem amerykańskim. Spowodowana ona była niemożliwością dłuższej obrony waluty przed atakami spekulantów. Gwałtowny spadek kursu bahta, a tym samym zwiększenie kosztów obsługi długu zagranicznego, doprowadziło państwo na skraj bankructwa. Kryzys szybko rozprzestrzenił się na inne państwa regionu. Najbardziej oprócz Tajlandii ucierpiały: Malezja, Filipiny, Indonezja, Singapur, Korea Południowa.
Do głównych czynników, które przyczyniły się do kryzysu zalicza się:
- deprecjacja jena w okresie bezpośrednio poprzedzającym kryzys i związany z tym spadek konkurencyjności towarów produkowanych w państwach regionu;
- pokusa nadużycia – powszechnie zakładano, że państwo nie dopuści do upadku wielkich przedsiębiorstw (szczególnie istotne w przypadku koreańskich czeboli i indonezyjskich firm klanów rodzinnych powiązanych z administracją rządową);
- słabość lokalnych systemów bankowych i błędna polityka kredytowa banków – udzielanie kredytów podmiotom zagrożonym niewypłacalnością, koncentracja znacznej części kredytów w nielicznych branżach (często obarczonych znacznym ryzykiem), przekonanie banków zaciągających kredyty zagraniczne o roli państwa, które w każdym wypadku miałoby bronić stałego kursu walutowego;
- działalność kredytowa instytucji finansowych pozostających pod jeszcze słabszym nadzorem niż banki.

| Państwo    | Kurs walutowy [%] | Zmiana PKB per capita [%] | Wzrost bezrobocia [%] | Spadek płacy realnej [%] |
| ---------- | ----------------- | ------------------------- | --------------------- | ------------------------ |
| Filipiny   | 27,9              | 2,7                       | 21,5                  | 2,0                      |
| Indonezja  | 70,9              | 14,4                      | 36,2                  | 41,0                     |
| Korea Płd. | 32,1              | 7,4                       | 161,5                 | 9,3                      |
| Malezja    | 28,3              | 9,5                       | 41,7                  | 1,1                      |
| Tajlandia  | 24,2              | 11,4                      | 277,8                 | 7,4                      |

Po kryzysie większość dotkniętych jego skutkami państw wprowadziła reformy zwiększające transparentność i efektywność funkcjonowania ich sektorów bankowych.